# 峰町歴史民俗資料館
峰町歴史民俗資料館（みねちょうれきしみんぞくしりょうかん）は、長崎県対馬市峰町にある博物館・歴史研究施設。対馬の歴史資料・民俗資料などの収集・保管・調査及び研究、収蔵資料の一部展示を行っている。峰行政サービスセンター、対馬市教育委員会・農業委員会に併設されている。

## 沿革
- 1988年（平成元年）4月：開館。

## 展示・収蔵
- 旧峰町には、縄文時代から近世に至るまでの重要な遺跡が点在しており、考古・民俗資料を中心に｢山辺(やんべ)遺跡｣、｢佐賀(さか)貝塚｣等から出土した遺物を展示している。特に｢鹿笛｣は考古資料としては全国に2例しかなく、狩猟文化を研究する上で重要な資料で、貝輪等の貴重な遺物が展示されている。
- 石器
  - 黒曜石：佐賀県伊万里市腰岳産の石材が多い[2]
- 貝輪 琉球方面と蝦夷方面の南北の海でしか獲れない貝を材料にした貝輪が発掘されている
  - 南方産：イモガイ、ゴウボラ他
  - 北方産：ユキノカサ他

## 資料収蔵遺跡
- 山辺 （やんべ）遺跡
- 佐賀 （さか）貝塚
- チゴノハナ遺跡
- 井出 （いで）遺跡
- 小姓島 （こしょうじま）遺跡
- 上ガヤノキ遺跡（かみがやのきいせき） 三根川河口近くの沖積地に突き出た小丘陵上先端部に位置し、箱式石棺と積石塚からなり、出土遺物は金属器を中心[3]
- 三根遺跡（みねいせき）弥生時代前期から古墳時代（ 5世紀）の住居が検出された[4]。

## 文化財

### 重要文化財（国指定）
- 長崎県佐賀貝塚出土品[5]
  - 骨角貝牙製品 355点
  - 石器・石製品 368点
  - 附：土器片・土製円板 150点

長崎県対馬市峰町佐賀出土。縄文時代中期から後期にかけての遺物である。広範囲の交易を物語る、種類の豊富な骨角貝牙製品と、石斧の製作の各段階を示す資料が特徴的である。[6]

## 入館
- 入館料金：無料

## 交通
- 厳原港から車で約1時間
- 対馬空港からバス（仁位線）乗車（約1時間）三根バス停下車